# Chronologie des faits économiques et sociaux dans les années 1560
Chronologie de l'économie
Années 1550 - Années 1560 - Années 1570

## Événements
- 1560-1565 : début du petit âge glaciaire ; avancées des glaciers dans les Alpes de 1560 à 1600[1].
- 1560-1570 :
  - le Brésil produit 180 000 arrobes de sucre par an[2].
  - 30 000 à 35 000 quintaux d’épices orientales arrivent annuellement à Lisbonne[3].
- 1560-1600 : décadence de la production de pastel toulousain[4] face à la concurrence de l'indigo à partir de 1561[5].

- 1560 : 
  - Philippe II d'Espagne ordonne au duc d’Alcalá, vice-roi de Naples, de rendre carrossable la route de Naples à Barletta pour le transport par terre du blé des Pouilles vers la capitale[6].
  - Tizón de la Nobleza de España, mémorial rédigé par le cardinal Mendoza y Bobadilla pour Philippe II d'Espagne[7]. Il montre que toute la noblesse de Castille et d’Aragon possède du sang juif dans les veines.
  - 12 000 000 livres de taille sont levées par an en France. Les revenus net de l’État plafonnent à 200 tonnes d’équivalent-argent.
  - l'olivier commence à être cultivé au Pérou[8].
  - 60 tonnes d’équivalent argent sont envoyées par an d’Amérique vers l’Espagne[9].
- 1561 : le colloque de Poissy impose au clergé de France une contribution annuelle de 1 600 000 sous forme de décimes[10].

- 1561-1570 : apogée de la production des mines d’argent d'Amérique espagnole, qui fournissent environ 400 tonnes par an (200 tonnes pour Potosí, 50 pour les autres mines péruviennes, 150 pour celles du Mexique. Les arrivages d’argent en Espagne l’emportent trois fois en valeur sur les apports d’or[11].
- 1561-1572 : la livre tournois équivaut à 14 g d’argent[12].
- 1562-1563 et 1565-1566 : crises de subsistances en Europe occidentale[13]. Elles entraînent un accroissement important des exportations de céréales de Dantzig vers l'Europe occidentale par le Sund après 1562 (environ 40 000 lasts[14])[15].
- 1562-1598 : crise économique et sociale en France pendant les guerres de Religion ; crise monétaire, hausse des prix et crises de subsistances (1562-1563, 1565-1566, 1573-1574, 1586-1587, 1590-1592), hausse de la fiscalité, marasme ou écroulement de la production industrielle et du commerce. L'expansion démographique initiée à la fin du XVe siècle ralentit (disettes, épidémies, migrations)[16].
- 1562 :
  - Philippe II d'Espagne entreprend de vastes armements maritimes. Il fait venir à Barcelone des spécialistes de Gênes et de San Pier d'Arena[17].
  - projet de creusement d'un canal d'Orange à Camaret-sur-Aigues, sur le Rhône[18].
- 1562-1567 : le corsaire John Hawkins entreprend trois voyages de traite aux Antilles ; il passe pour l’inventeur du commerce triangulaire entre Londres, l’Afrique (esclaves) et les colonies espagnoles (sucre, rhum, tabac)[19]. La reine Élisabeth Ire d'Angleterre lui accorde des lettres de marque pour qu'il attaque les galions espagnols.
- 1562-1569 : grandes réformes institutionnelles en Pologne : Les diètes de 1562-1563 et 1563-1564 (Varsovie) réalisent une grande réforme de l'impôt, qui augmente le revenu du trésor, mais limite la charge des paysans en soumettant à l'impôt les domaines ecclésiastiques et surtout la dîme[20].
- 1563-1567 : grève des dîmes en Languedoc, Brie, Beauce ou Normandie, par les paysans huguenots et plus généralement par les villageois insatisfaits[21].
- 1564-1565 : premier Galion de Manille ; les galions  espagnols traversent régulièrement le Pacifique d’Acapulco au Mexique à Manille aux Philippines jusqu’en 1815[22].
- 1565 : de 15 à 20 compagnies de marchands italiens opèrent en Pologne[23].
- 1566 : 
  - fondation de la bourse de Rouen[24].
  - création du Reichsthaler d’argent[25].
  - institution à Venise des Proveditori ai beni inculti pour surveiller les cultures et le drainage des eaux et promouvoir l’activité agricole par la constitution de « sociétés » foncières[26].
  - pragmatique interdisant l’usage de la langue arabe, du costume traditionnel et des bains publics en Espagne[27].
  - levée de l’interdiction faite à des particuliers de transférer des sommes hors d’Espagne par l’octroi de licencias de sacas aux banquiers génois[28].
- 1567 : première mention écrite de la pomme de terre (patatas) dans un bon de livraison daté du 28 novembre 1567 entre Las Palmas de Grande Canarie et Anvers aux Pays-Bas espagnols[29].

## Démographie
- 1568 :
  - la population d’Anvers culmine avec 105 000 habitants[30].
  - 2,6 millions d’Indiens au Mexique[31].

- Stabilisation de la population et du produit brut agricole en Europe. La population européenne atteint son niveau de 1340. Elle se stabilise (1560-1740) par l’évolution des coutumes matrimoniales (célibat féminin, retard de l’âge du mariage, rejet des enfants naturels).
- La France compte environ 20 millions d’habitants, dont 85 à 90 % de ruraux. Paris atteint 300 000 habitants. Rouen 70 000. Le nombre total des citadins des villes de plus de 2 000 habitants ne dépasse pas 2 millions (2,5 au maximum).
- La population anglaise double entre 1560 et 1660.
- Amsterdam compte moins de 30 000 habitants.

- Les morisques, musulmans convertis de force au christianisme, sont 150 000 dans le royaume de Grenade (pour 125 000 « vieux chrétiens ») 100 000 dans l'Horta de Valence et 50 000 dispersés. Ce sont en fait des musulmans à peine dissimulés.

- Officiellement, 15 480 personnes seraient parties vers l'Amérique espagnole entre 1509 et 1559. Ces chiffres sont peu fiables et les clandestins sont nombreux, et on peut porter le chiffre des départs jusqu'à 100 000 au moins[32]. La population dans les colonies espagnoles est estimée à 150 000 blancs en 1579.